# باد نیدرناو
باد نیدرناو (به آلمانی: Bad Niedernau) یک منطقهٔ مسکونی در آلمان است که در روتنبورگ آم نکا واقع شده‌است. باد نیدرناو ۵۶۹ نفر جمعیت دارد.